# There Will Be No Intermission
There Will Be No Intermission je třetí sólové studiové album americké zpěvačky Amandy Palmerové. Vydáno bylo 8. března roku 2019 společností Cooking Vinyl. Na jeho produkci se podílel John Congleton. Dále na album přispěli například Jherek Bischoff a Joey Waronker. Jde o zpěvaččino první řadové album od roku 2012, kdy vydala desku Theatre Is Evil.

## Seznam skladeb
1. All the Things – 1:23
2. The Ride – 10:13
3. Congratulations – 0:37
4. Drowning in the Sound – 5:45
5. Hold on Tight, Darling – 0:40
6. The Thing About Things – 5:35
7. Life's Such a Bitch Isn't It – 0:33
8. Judy Blume – 6:45
9. Feeding the Dark – 0:20
10. Bigger on the Inside – 8:29
11. There Will Be No Intermission – 1:01
12. Machete – 6:09
13. You Know the Statistics – 0:38
14. Voicemail for Jill – 5:34
15. You'd Think I'd Shot Their Chicken – 1:43
16. A Mother's Confession – 10:37
17. They're Saying Not to Panic – 0:27
18. Look Mummy, No Hands – 5:30
19. Intermission Is Relative – 0:54
20. Death Thing – 5:00